# ファン・ランダエタ
ファン・ホセ・ランダエタ・ロドリゲス（Juan Jose Landaeta Rodriguez、1978年10月7日 - ）は、ベネズエラの男性ボクシングトレーナー、元プロボクサー。マトゥリン出身。元WBA世界ミニマム級暫定王者。サウスポーのボクサーファイター。
2023年1月現在、亀田大毅が会長を務める大阪市西成区のボクシングジム「KWORLD3」でトレーナーとして活動している。

## 来歴
1999年12月7日、プロデビュー（初回KO勝ち）。
2000年12月16日、WBAフェデラテンミニマム級王座獲得。その後、初防衛戦を行うことなく返上。
2002年5月28日、同国人のノエル・アランブレットと空位のWBAフェデラテンミニマム級王座を争い、12回判定負け。王座返り咲きならず。なお、この試合はWBA世界ミニマム級王座の挑戦者決定戦も兼ねて行われた。
2003年10月17日、WBAフェデボルミニマム級王座を獲得。
2004年1月31日、世界初挑戦。WBA世界ミニマム級王者となったアランブレットの防衛戦不履行に伴い、同級の暫定王座決定戦に出場。元同級王者チャナ・ポーパオイン（タイ）と対戦。ダウンを奪われる苦戦を強いられたが、12回判定勝ちを収め、王座獲得に成功。5月5日の初防衛戦ではチャナと再戦し、前回同様フルラウンドの死闘の末、引き分け。辛くも防衛に成功する。その後、正規王者のアランブレットは元王者新井田豊との防衛戦を翌日に控えた7月2日の計量で失格となり王座剥奪。試合も12回判定負け。新井田が新王者に輝いた。
2004年10月30日、正規王者の新井田豊と王座統一戦を行ったが、12回判定負けを喫し、王座から陥落。
2005年5月28日、WBAフェデラテンミニマム級王座決定戦再出場。カルロス・メロ（パナマ）を12回判定に降し、王座再獲得。WBA世界ミニマム級王座の挑戦者決定戦も兼ねていたため、同時に指名挑戦権も獲得した。しかし、初防衛戦を行うことなく8月に王座返上。世界王座への指名挑戦権も行使することはなかった。その後、1階級上のライトフライ級に転向。
2006年8月2日、2階級制覇を懸けWBA世界ライトフライ級王座決定戦に出場。亀田興毅と対戦し、ダウンを奪う健闘を見せるも、僅差の12回判定負け。しかし、この試合は開催国となった日本でも「ランダエタが勝っていた」という声が多く上がる大論争となり社会問題にまで発展。帰国後、日本のファンから母国の日本大使館を通じて判定に対する謝罪や激励のメールが数多く送られた。12月20日、亀田と再戦したが、今度は今までのKO狙いとは違う亀田のアウトボクシングに調子を狂わされ、12回判定で完敗。
2008年6月7日、WBAフェデラテンフライ級王座決定戦に出場。ロナルド・バレラ（コロンビア）を11回判定に降し、WBAフェデラテン王座の2階級制覇を果たした。
2010年1月30日、1年7ヵ月ぶりの試合。フランシスコ・ロサス（メキシコ）とWBA世界ライトフライ級挑戦者決定戦で対戦したが、12回判定で敗れた。
2014年12月18日、ラ・ビクトリアにてホセ・イグナシオ・サンチェスと対戦し、7回20秒TKO勝ちで4年11ヵ月ぶりの復帰戦を白星で飾った。
2015年6月7日、兵庫県三田市の三田市総合文化センター郷の音ホールでマーク・ジョン・ヤップとバンタム級6回戦を行い、0-3（53-60、54-59が2者）の判定負けを喫した。8年半ぶりとなる日本での試合だったが白星で飾ることが出来なかった。
2015年6月、石川県金沢市のカシミボクシングジムへ3年契約で移籍した。
2016年4月27日、大田区総合体育館でWBA世界ライトフライ級王者の田口良一と対戦し9回に2度、10回に1度、11回に2度の計5つのダウンを奪われキャリア初のKO負けとなる11回終了時棄権によるTKO負けを喫し2階級制覇に失敗した。
選手引退後はボクシングトレーナーとして活動。
2022年8月、単身で来日し、亀田大毅が会長を務める大阪市西成区のボクシングジム「KWORLD3」でトレーナーに就任した。
2024年2月18日、BreakingDown初参戦となったBreakingDown 11でキックボクシングに初挑戦し虎之介と対戦するも、1R53秒で虎之介の偶発性のバッティングでランダエタが顔面流血したためノーコンテストとなった。
2024年3月30日、BreakingDown 11.5にて、キックボクシングルール無制限ラウンドマッチで虎之介と再戦。距離を取りながら持久戦に持ち込んで虎之介の消耗を誘い、虎之介のスタミナが切れたタイミングで一気に距離を詰めてTKO勝ち。「無制限ラウンド」という特別ルールと、自身の豊富なスタミナを存分に生かした老練な戦術で勝利を収めた。

## 亀田との試合
2006年8月2日に横浜アリーナで亀田興毅と対戦。1Rでダウンを奪い、その後も優勢に試合を進めるも、1-2で判定負けを喫した。ただしこの判定はメディアで「疑惑の」「不可解な」「露骨な」と形容されるものであった。ベネズエラのエル・ウニベルサル紙も「日本人観客でさえ当惑する判定」と報じた。
放送したTBSには3日15時までに電話での問い合わせが5万件以上あった。スタッフは応対しきれず、そのほとんどに対して混み合っている旨の自動案内が流れた。
判定に関してはラウンドマスト方式の影響を指摘する声が多く、亀田選手はダウンを奪われてもその後コツコツと有効打を重ねることでポイントを逆転したとの分析がある。
この試合後のランダエタは「判定内容に不満はあるが、WBAに抗議はしない。判定がおかしかったのは会場にいた皆さんが一番よく知っている」とコメント。微妙な判定に苦言を呈した。
試合当時、在日ベネズエラ大使館がウェブサイトを持っていなかったため、在ベネズエラ日本国大使館のメール送信フォームのリンクが様々なサイトに貼られることになった。判定では負けたが、判定に納得できない日本の視聴者からメールが在ベネズエラ日本国大使館を通じてランダエタ選手宛に寄せられたことがある。
ランダエタは帰国後に日本大使館からメールを受け取り、「もし、再度日本に行くチャンスがあれば、今度は日本の皆様の誠意にその試合を捧げたいと思います」とコメントした。

### 亀田興毅との再試合
試合ならびにベルトを管理するWBAはこの試合の後、敗れたファン・ランダエタの世界ランキングを据え置きの1位とした。通常、直近の試合に敗れた選手はランキングが下がるものであるが、このランキングは単純に試合結果や担当ジャッジの判断だけで動くのではなく、試合内容やWBAによる試合の査定を元に判断する。WBAの規定では、王座決定戦による新チャンピオンの初防衛戦はランキング1位の選手と行う様に定められているので、事実上、WBAの裁量によって、亀田興毅とファン・ランダエタに対し再戦が命じられたことになる。
亀田が所属する協栄ジムの金平桂一郎会長は、2006年10月中に再戦する予定であると発表したが、亀田が練習中に目を負傷したことにより、同年12月20日に延期となった。
再戦ではランダエタ有利との見方が多い中、以前とは打って変わってアウトボクシングに徹した亀田に苦戦し、0-3で判定負けを喫した。

## 戦績
- アマチュアボクシング：169戦 153勝 16敗
- プロボクシング：37戦 27勝（21KO）9敗 1分

| 戦           | 日付           | 勝敗 | 時間     | 内容    | 対戦相手                       | 国籍                | 備考                                                              |
| ------------ | -------------- | ---- | -------- | ------- | ------------------------------ | ------------------- | ----------------------------------------------------------------- |
| 1            | 1999年12月7日  | ☆    | 1R       | KO      | マヌエル・セケラ               | ベネズエラ          | プロデビュー戦                                                    |
| 2            | 2000年3月2日   | ☆    | 1R       | KO      | エドウィン・マドリッド         | コロンビア          |                                                                   |
| 3            | 2000年4月1日   | ☆    | 3R       | TKO     | ジョンソン・ディアス           | ベネズエラ          |                                                                   |
| 4            | 2000年5月15日  | ☆    | 1R       | KO      | フィデル・ゴンサレス           | ベネズエラ          |                                                                   |
| 5            | 2000年6月17日  | ☆    | 2R       | KO      | ファン・パブロ・カスティーリョ | アメリカ合衆国      |                                                                   |
| 6            | 2000年7月1日   | ★    | 6R       | 判定    | ミゲール・バレラ               | コロンビア          |                                                                   |
| 7            | 2000年8月5日   | ☆    | 2R       | TKO     | ウーゴ・ディアス               | コロンビア          |                                                                   |
| 8            | 2000年8月26日  | ☆    | 3R       | TKO     | ホルヘ・サラス                 | ベネズエラ          |                                                                   |
| 9            | 2000年9月2日   | ☆    | 1R       | TKO     | カルロス・レオン               | ベネズエラ          |                                                                   |
| 10           | 2000年9月15日  | ☆    | 2R       | TKO     | エバー・パズ                   | コロンビア          |                                                                   |
| 11           | 2000年12月5日  | ☆    | 10R      | 判定    | ルイス・ブランコ               | パナマ              |                                                                   |
| 12           | 2000年12月16日 | ☆    | 6R 2:25  | TKO     | ハイロ・アランゴ               | コロンビア          | WBAフェデラテンミニマム級タイトルマッチ                           |
| 13           | 2001年7月7日   | ☆    | 6R       | TKO     | マイケル・アランゴ             | コロンビア          |                                                                   |
| 14           | 2001年10月29日 | ☆    | 6R       | TKO     | フランシスコ・カプデビラ       | ベネズエラ          |                                                                   |
| 15           | 2001年11月3日  | ☆    | 1R       | TKO     | ロヘール・ゲバラ               | コロンビア          |                                                                   |
| 16           | 2002年5月18日  | ★    | 12R      | 判定0-3 | ノエル・アランブレット         | ベネズエラ          | WBAフェデラテンミニマム級王座決定戦 WBA世界ミニマム級挑戦者決定戦 |
| 17           | 2002年11月30日 | ☆    | 1R       | KO      | ソファロ・レケロ               | ベネズエラ          |                                                                   |
| 18           | 2003年5月26日  | ☆    | 10R      | 判定3-0 | ルイス・ブランコ               | コロンビア          |                                                                   |
| 19           | 2003年10月17日 | ☆    | 1R       | TKO     | ホセ・アローヨ                 | ベネズエラ          | WBAフェデボルミニマム級王座決定戦                                 |
| 20           | 2003年11月24日 | ☆    | 2R       | TKO     | ビクトリアノ・エルナンデス     | ベネズエラ          |                                                                   |
| 21           | 2004年1月31日  | ☆    | 12R      | 判定3-0 | チャナ・ポーパオイン           | タイ                | WBA世界ミニマム級暫定王座決定戦                                   |
| 22           | 2004年5月5日   | △    | 12R      | 判定1-1 | チャナ・ポーパオイン           | タイ                | WBA防衛1                                                          |
| 23           | 2004年10月30日 | ★    | 12R      | 判定1-2 | 新井田豊                       | 日本 （横浜光）     | WBA世界ミニマム級王座統一戦                                       |
| 24           | 2005年4月9日   | ☆    | 1R 2:58  | KO      | グスタボ・コルテス             | コロンビア          |                                                                   |
| 25           | 2005年5月28日  | ☆    | 12R      | 判定3-0 | カルロス・メロ                 | パナマ              | WBA世界ミニマム級挑戦者決定戦                                     |
| 26           | 2005年9月15日  | ☆    | 2R 2:04  | KO      | ディエゴ・ティラード           | エクアドル          |                                                                   |
| 27           | 2005年12月17日 | ☆    | 10R      | 判定3-0 | ウォルベルト・ラモス           | コロンビア          |                                                                   |
| 28           | 2006年8月2日   | ★    | 12R      | 判定1-2 | 亀田興毅                       | 日本 （協栄）       | WBA世界ライトフライ級王座決定戦                                   |
| 29           | 2006年12月20日 | ★    | 12R      | 判定0-3 | 亀田興毅                       | 日本 （協栄）       | WBA世界ライトフライ級タイトルマッチ                               |
| 30           | 2007年6月2日   | ★    | 8R       | 判定0-3 | エドウィン・ディアス           | パナマ              |                                                                   |
| 31           | 2007年7月14日  | ☆    | 2R 2:05  | TKO     | エドウィン・ディアス           | パナマ              |                                                                   |
| 32           | 2008年6月7日   | ☆    | 11R      | 判定2-1 | ロナルド・バレラ               | コロンビア          | WBAフェデラテンフライ級王座決定戦                                 |
| 33           | 2010年1月30日  | ★    | 12R      | 判定0-2 | フランシスコ・ロサス           | メキシコ            | WBA世界ライトフライ級挑戦者決定戦                                 |
| 34           | 2014年12月13日 | ☆    | 7R 0:20  | TKO     | ホセ・イグナシオ・サンチェス   | ベネズエラ          |                                                                   |
| 35           | 2015年6月7日   | ★    | 6R       | 判定0-3 | マーク・ジョン・ヤップ         | フィリピン （六島） |                                                                   |
| 36           | 2015年9月6日   | ☆    | 9R 2:49  | TKO     | ワルテル・テージョ             | パナマ              |                                                                   |
| 37           | 2016年4月27日  | ★    | 11R 終了 | TKO     | 田口良一                       | 日本 （ワタナベ）   | WBA世界ライトフライ級タイトルマッチ                               |
| テンプレート |                |      |          |         |                                |                     |                                                                   |

### アマチュアキックボクシング
| 勝敗 | 対戦相手 | 試合結果                                       | 大会名            | 開催年月日    |
| ○    | 虎之介   | 11R 0:45 TKO（パンチ連打）                     | BreakingDown 11.5 | 2024年3月30日 |
| -    | 虎之介   | 1R 0:53 ノーコンテスト（偶発性のバッティング） | BreakingDown 11   | 2024年2月18日 |

## 獲得タイトル
- WBAフェデラテンミニマム級王座
- WBAフェデボルミニマム級王座
- WBA世界ミニマム級暫定王座(防衛1)
- WBAフェデラテンフライ級王座